# 吉野ヶ里メガソーラー発電所
吉野ヶ里メガソーラー発電所（よしのがりめがそーらーはつでんしょ）は佐賀県神埼市にあるNTTファシリティーズの太陽光発電所 。

## 概要
- 施設名称 : 吉野ヶ里メガソーラー発電所（愛称 : てるてるの森）
- 設置場所 : 佐賀県神埼市神埼町大字志波屋[2]
- 事業主体 : 佐嘉吉野ヶ里ソーラー合同会社 - NTTアノードエナジー100％出資
- 太陽電池容量：12.941MW
- 想定年間発電量：13,800MWh（一般家庭消費電力約3,800世帯分）[3]

## 附属施設
てるてるの森情報館
見学者向け情報発信施設で、発電量がリアルタイムで表示されるパネルが設置されている。
EV充電器
発電所駐車場にEV充電器（NTTファシリティーズ製）が2台設置されている。うち1台は停電対応型設備との連携により停電時にも活用可能である。
てるてるの山
見学者向けの展望台で、発電所全体を俯瞰できる。

## その他

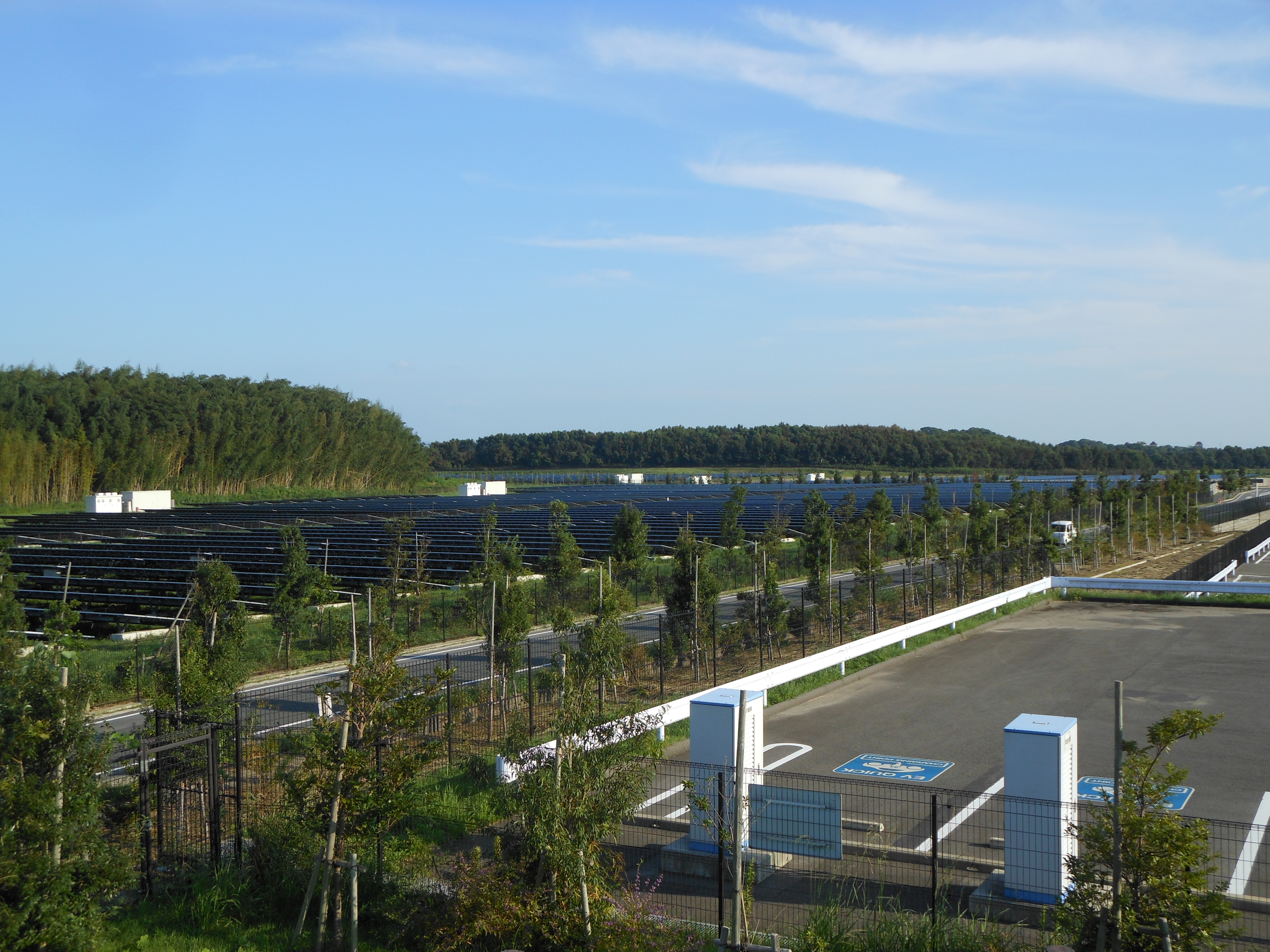
吉野ヶ里歴史公園の森林と発電所。白い基礎が見える。

この事業は佐賀県が吉野ヶ里ニュー・テクノパーク予定跡地を利用し、太陽光発電の普及のために設置・運営する事業者を公募し進められたもの。
吉野ヶ里遺跡北西に隣接し、配慮し架台基礎を置き式基礎としている。